# Тимофеев, Анатолий Ефимович
Анатолий Ефимович Тимофеев (16.07.1918 — 1998) — советский инженер, лауреат Сталинской и Ленинской премий.

## Биография
Образование высшее, инженер-электрик.
Участник советской атомной программы. С 24.11.1949 работал на комбинате «Маяк».
С 01.06.1950 на заводе № 37: инженер-электрик, старший инженер по управлению, с 1951 г. начальник смены. Принимал участие в пуске реактора ОК-180.
С 28.12.1954 заместитель главного инженера, с 01.03.1958 — главный инженер завода (до 10.08.1968).
С августа 1968 года переведен на новое производство в г. Шевченко (атомный реактор на быстрых нейтронах БН-350, завод МАЭК), был первым его директором.

## Награды и звания
- Сталинская премия 1 степени (1953 год);
- Ленинская премия (1963 год) — за участие в разработке и освоении новых видов блоков для реактора ОК-190. Награждён орденами и медалями.